# Oripää
Oripää es un municipio de Finlandia situado en la región de Finlandia Propia. En 2018 su población era de 1.376 habitantes. La superficie del término municipal es de 117,72 km², de los cuales 0,11 km² son de agua. El municipio tiene una densidad de población de 11,70 hab./km².
Limita con los municipios de Loimaa, Pöytyä y Säkylä, este último en la región vecina de Satakunta.
El ayuntamiento es unilingüe en finés.